# Castalla
Castalla ist eine Stadt in der Region Comarca von L’Alcoià, in der Provinz Alicante, Spanien. Castalla liegt in einer bergigen Gegend. Castalla ist direkt über die Nationalstraße CV-80 mit Alicante und Valencia über die Autobahn A-7 verbunden. 2024 hatte die Gemeinde 11.622 Einwohner.

## Geschichte
Das Castillo de Castalla (Burg von Castalla) ist eine Festungsanlage, die ursprünglich von den Mauren errichtet wurde. In ihrer Struktur weist sie jedoch eine mittelalterliche Bauweise auf. Die ersten Bauten der Festung entstanden im 11. Jahrhundert. Zu den Besonderheiten zählt die arabische Zisterne aus dem 12. bis 13. Jahrhundert. Der Palastkomplex stammt aus dem 14. bis 15. Jahrhundert und bildet quasi eine Burganlage innerhalb der eigentlichen Festung. Aufgrund der zunehmenden Bedrohung durch berberische Piraten aus dem Mittelmeer wurde im 1579 der dreistöckige Torre Grossa (großer Turm) errichtet, der als zinnenbewehrter Wachturm diente.
Die Stadtrechte erhielt Castalla 1890 durch die Regentin Maria Christina.

## Wirtschaft
Die Wirtschaft basiert auf unterschiedlichen Branchen wie Bauindustrie, Möbelfabrikation, Textilindustrie und vor allem wurde Castalla bekannt durch die Herstellung von Spielzeug und Schmiedeeisen-Kunsthandwerk. Die Landwirtschaft wird geprägt durch Mandel-, Olivenanbau und Weinbau. Heute ist der Tourismus eine weitere bedeutende Einnahmequelle der Stadtverwaltung.

## Sehenswürdigkeiten
- Die  restaurierte Festung von Castalla liegt auf einem 780 m hohen Bergrücken und ihre Ursprünge gehen auf die Zeit der maurischen Herrschaft zurück. Die Festung setzt sich aus drei Teilen zusammen, dem Palau, dem Torre Grossa und dem Waffenplatz. Epoche: 11. bis 16. Jahrhundert.
- Ermita de la Sang (Eremitage des Blutes) aus dem 13. Jahrhundert
- katholische Kirche Església de l’Assumpció (16. Jahrhundert)
- das Rathaus Ajuntament (Mitte des 17. Jahrhunderts), im Stil der Renaissance
- Museo del Fester, in diesem Museum werden die verschiedenen regionalen Trachten verwahrt und gezeigt. Das Ausstellungszentrum des Komparsenvereins umfasst zudem die verschiedenen Trachten und Anzüge, die zum Fest der Moros y Cristianos (Mauren und Christen) von den Festteilnehmern beider Parteien heute noch getragen werden. Das Fest wird in den ersten vier Tagen im September jeden Jahres begangen, wobei die Eröffnungszeremonie am 31. August in der Nacht stattfindet.[5][6]